# Gerichtsamt Lichtenstein
Das Schönburgische Gerichtsamt Lichtenstein war 1865 bis 1878 ein Gericht der ordentlichen Gerichtsbarkeit für die fünf Schönburgischen Rezessherrschaften mit Sitz in Lichtenstein/Sa.

## Geschichte
Die Schönburgischen Rezessherrschaften waren bis 1740 reichsunmittelbar. Nach dem Rezess vom 4. Mai 1740, in welchem die Schönburger die Landeshoheit des sächsischen Herrscherhauses der Wettiner über ihre Territorien anerkannten, wurden die fünf reichsunmittelbaren Herrschaften Waldenburg, Glauchau (Forder- und Hinter-Anteil), Lichtenstein, Hartenstein (niedere Grafschaft) und Stein als Rezessherrschaften bezeichnet. Sie behielten bis 1878 eine rechtliche Sonderstellung und waren in Bezug auf Verwaltung und Rechtsprechung nicht in das System staatlicher Gerichte im Königreich Sachsen eingebunden. Auch die Aufhebung der Patrimonialgerichtsbarkeit nach der Märzrevolution 1848 änderte nichts an diesem Status.
Ursprünglich war die Rechtsprechung in den Schönburgischen Rezessherrschaften in Justizämtern organisiert. Zum 1. Juni 1865 passte das Haus Schönburg seine Gerichtsorganisation dem sächsischen Beispiel an und bündelte die Rechtsprechung im Fürstlichen und Gräflichen Schönburgischen Bezirksgericht Glauchau. Diesem waren Gerichtsämter nachgeordnet, darunter das Gerichtsamt Lichtenstein. Der Gerichtssprengel umfasste die Städte Lichtenstein und Callnberg, die Dörfer Bernsdorf, Hohndorf, Jüdenhain, Rödlitz, Neudörfel (anteilig), Mülsen St. Jacob, Mülsen St. Micheln, Stangendorf, Kuhschnappel mit dem Badegrundstück bei Hohenstein und Rüsdorf.
Zum 14. November 1878 trat das Haus Schönburg seine Jurisdiktion an den Staat ab. Das Bezirksgericht und die Gerichtsämter wurden nun kurzzeitig als staatliche Gerichte geführt. Der Gerichtsbezirk des Gerichtsamtes Lichtenstein wurde um Heinrichsort (vom Gerichtsamt Wildenfels) und Mülsen St. Niclas (vom Gerichtsamt Hartenstein) erweitert.
1879 wurde das Gerichtsamt Lichtenstein im Rahmen der Reichsjustizgesetze aufgehoben und durch das Amtsgericht Lichtenstein ersetzt.

## Gerichtsgebäude

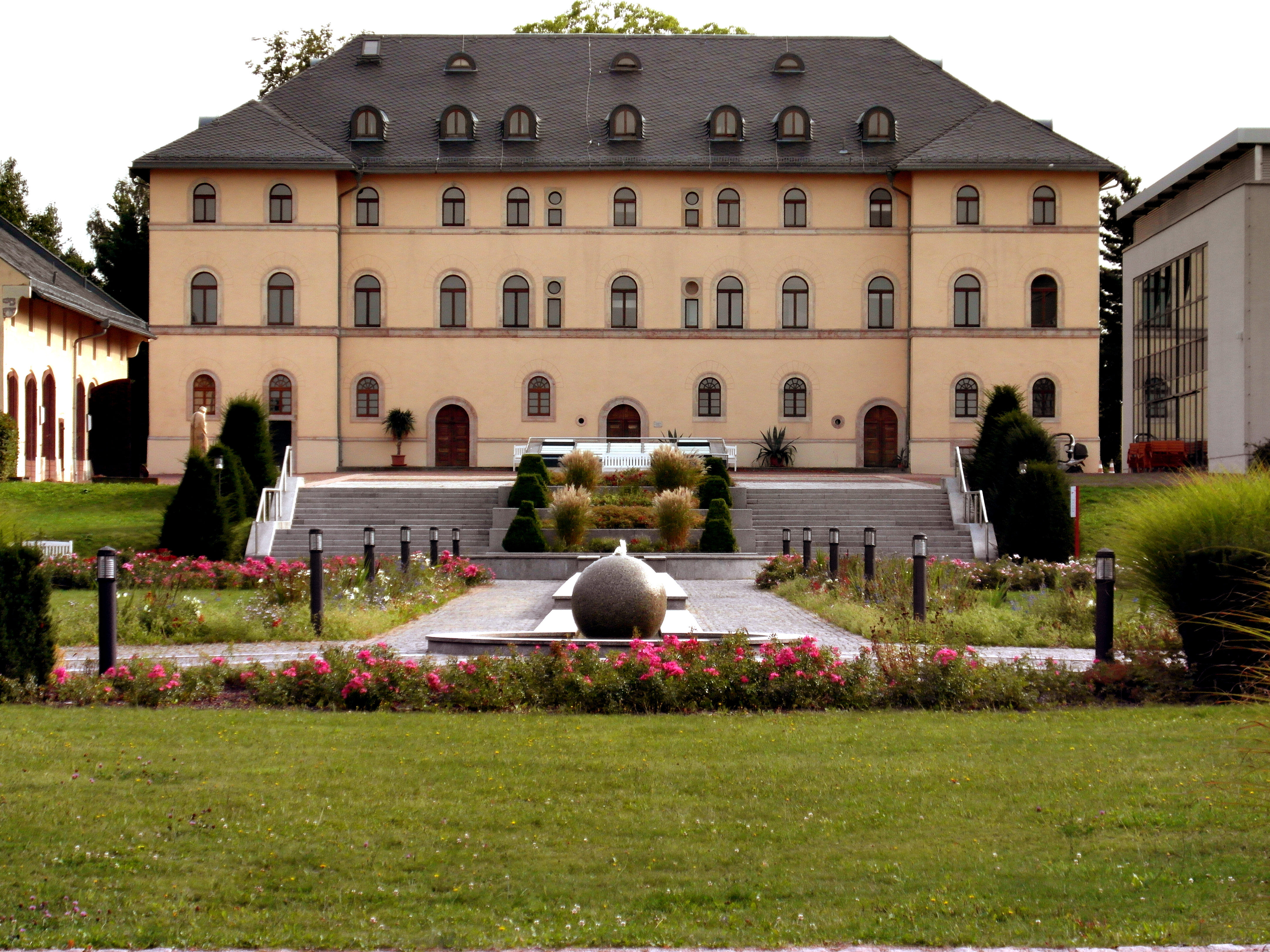
Schlosspalais Lichtenstein

Das Gerichtsamt hatte seinen Sitz im 1843 erbauten Palais des Schlosses Lichtenstein. Es steht unter Denkmalschutz.